# Difusor (óptica)
Em óptica, um difusor é qualquer dispositivo que difunde, espalha ou distribui luz de alguma maneira, para tornar a iluminação adequada a um proposito. Difusores ópticos usam métodos diferentes para difundir luz e podem incluir difusores feitos com materiais termoplásticos como o policarbonato, o poliestireno e o polietileno; o vidro, o vidro translúcido e difusores holográficos.

## Reflexão perfeitamente difusa
Uma Refletor Perfeitamente Difuso é uma superfície teórica com 100% de reflectância lambertiana (ou seja, não absorve luz).

## Difusores em fotografia
Um difusor de flash distribui a luz do flash de uma câmera. Com efeito, a luz não terá origem num ponto concentrado (como se fosse um holofote), mas em vez disso irá se espalhar, resultando em fotos com luz homogênea, sem sombras, o que é particularmente útil em retratos.
Um filtro difusor é usado em frente a lente de uma câmera para suavizar a imagem da cena a ser fotografada.

## Difusores em maquiagem
Difusores ópticos como a sílica são utilizados em maquiagem para disfarçar manchas e imperfeições da pele.